# Mesotype contrariata
Mesotype contrariata är en fjärilsart som beskrevs av Hedemann 1933. Mesotype contrariata ingår i släktet Mesotype och familjen mätare. Inga underarter finns listade i Catalogue of Life.